# ポー川 (日本)
ポー川（ぽーがわ）は、北海道標津郡標津町を流れ根室海峡に注ぐ河川である。

## 地理
北海道標津郡標津町字川北付近に源を発し、標津町内の山野・湿地帯を流れ、標津町伊茶仁で根室海峡に注ぐ。
河口付近には、広さ542ヘクタールの標津町ポー川史跡自然公園があり、公園には天然記念物の標津湿原と国の史跡・標津遺跡群などがある。この遺跡は縄文時代、北海道で栄えた続縄文文化や擦文文化、北方民族による文化といわれるオホーツク文化、アイヌ文化の遺跡である。現在、1500棟以上の竪穴建物からなる集落跡、アイヌの砦（チャシ）跡などが保存、一部再現されている。